# Corrida
Corrida je deváté studiové album české rockové skupiny Kabát. Bylo nahráváno ve studiích SONO v květnu až listopadu 2006. Vydáno bylo 8.12.2006. 
Desku skupina začala nahrávat v květnu 2006. Původním termínem vydání mělo být září, ale opět kvůli vytíženosti textaře Milana Špalka se nahrávání prodloužilo až do listopadu. Z třiceti písní se vybralo 13 písní, které se poté dostaly na desku. V období nahrávání vznikla i skladba "Brousíme nože", kterou Špalek nebyl schopen otextovat, s textem se objevila až na desce Do pekla/do nebe v roce 2015. Album dostalo název podle titulní skladby, kterou skupina otvírala koncerty open-air turné v roce 2007. Obal alba vytvořil grafik Martin Zhouf. Na nahrávání desky skupina strávila s producentem Milanem Cimfem zhruba osmdesát natáčecích dní. Jedná se o jedno z nejoblíbenějších alb fanoušků, podle statistik se jedná o nejhranější album skupiny na koncertech po roce 2000. Skladby jako "Burlaci", "Úsměv pana Lloyda", "Malá dáma" (se kterou skupina reprezentovala Českou republiku na soutěži Eurosong ve Finsku) "Buldozerem", "Kdoví jestli" se řadí mezi nejúspěšnější hity skupiny. Režisér F. A. Brabec natočil k písním "Burlaci" a "Malá dáma" videoklipy. Corrida získala ocenění Nejprodávanější deska roku (Deska roku 2006), Nejprodávanější deska roku (Ceny Anděl 2006). Za populární skladbu roku 2008 "Kdoví jestli" získal Ota Váňa Cenu OSA.

## Seznam skladeb
| Pořadí | Název               | Autor                 | Délka |
| ------ | ------------------- | --------------------- | ----- |
| 1.     | Intro               | (Váňa/Špalek)         | 0:35  |
| 2.     | Corrida             | (Váňa/Špalek)         | 2:55  |
| 3.     | Burlaci             | (Váňa/Špalek)         | 4:37  |
| 4.     | Kostlivci           | (Váňa, Špalek/Špalek) | 2:50  |
| 5.     | Úsměv pana Lloyda   | (Váňa/Špalek)         | 2:54  |
| 6.     | Malá dáma           | (Váňa/Špalek)         | 3:26  |
| 7.     | Raci v práci s.r.o. | (Váňa/Špalek)         | 3:07  |
| 8.     | Virtuóz             | (Krulich/Špalek)      | 2:33  |
| 9.     | Buldozerem          | (Krulich/Špalek)      | 2:51  |
| 10.    | Bonus track: Joy    | (Váňa/Špalek)         | 1:31  |
| 11.    | Cesta do Kadaně     | (Váňa/Špalek)         | 3:12  |
| 12.    | Kůže líná od Kolína | (Váňa/Špalek)         | 2:06  |
| 13.    | Kdoví jestli        | (Váňa/Špalek)         | 5:37  |

Později písně v rozhovoru okomentoval textař Milan Špalek:

### Corrida
„Španělský způsob života. Mně se tam líbí, ta pecka je o tom maňána stylu, o té pohodě.“

### Burlaci
„Když to vezmu obecně, píseň Burlaci je o lidech, kteří řeší problémy a ty lodě jsou tam obrazné. Říkalo se dříve, že pracuješ jako burlak.“

### Kostlivci
„O modelkách a o nějakém ateistovy. A do toho všeho o lidech, kteří říkají, že se nemůže nikdy nic stát a šup.“

### Úsměv pana Lloyda
„To je na všechny pitomce, kteří si myslí, že jsou nejchytřejší na světě, všechno víme, všechno známe. Taky o tom, že časem si dobrý jenom na otvírání okurek.“

### Malá dáma
„O chlapíkovi, který potká ženu a je z ní úplně mimo mísu. Má pocit, že s touhle ženou by umřel v jediný den. Taky o věcích, který si nemůžete dovolit díky svým závazkům.“

### Raci v práci s.r.o
„To je bajka. Když si to poslechneš od začátku do konce a přebereš si to na lidi ty jednotlivé druhy ryb co tam jsou, tak ti to dojde.“

### Virtuóz
„Vychloubačná píseň. Josef chodí, vychloubá se jak je dokonalý a my ho v tom utvrzujeme. Říkáme mu jasně, jsi nejlepší.“

### Buldozerem
„To je o chlapíkovi, který sedí v hospodě a říká, já kdybych byl politikem, mě kdyby dali tohle místo já bych všem předvedl, já bych všem ukázal. Já kdybych mohl, jenže já nemůžu.“

### Joy
“To je o tom, jak sleduji, jak krtci dělají hrudky.“

### Cesta do Kadaně
To je o Tomášovi Krulichovi, který jezdí do Kadaně na své motorce popíjet.

### Kůže líná od Kolína
To je o těch dvou medvědech. Ten jeden byl strašně líný, jako my.s

### Kdoví jestli
„Vyloženě taková věc, že pochybujeme jestli je všechno pravda, co nám od malička cpou do hlavy.“

## Obsazení

### Kabát
- Josef Vojtek - zpěv
- Milan Špalek - baskytara, akustická kytara (10), zpěv
- Ota Váňa - kytara, banjo (10), zpěv
- Tomáš Krulich - kytara, zpěv
- Radek "Hurvajs" Hurčík - bicí, kastaněty (1), zpěv

### Hosté
- Karel Holas: housle
- Šimon Ornest: baryton saxofon, klarinet
- Jiří Genert: tuba
- Stanislav Zeman: trumpeta
- Jan Griger: trombón
- Milan Cimfe: perkuse, programing a rytmika - v písni Kdo ví jestli